# タイバ
タイバ（Taiba）は、デイヴィッド・エディングスのファンタジー小説『ベルガリアード物語』および『マロリオン物語』に登場する架空の人物。

## 人物概略
トルネドラ人による大量虐殺で絶滅したと思われたマラゴー人の唯一の生存者。《ダリネの書》、《ムリンの書》に代表される『光の予言』では【絶えた種族の母】と呼ばれ、『ベルガリアード物語』にて探索の旅の仲間となる。特徴としては、
- 艶やかな黒い髪と、ぽってりした唇、すみれ色の瞳を持つ美女。
- クトル・マーゴスのラク・クトルの牢獄に幽閉されていた『永遠の奴隷』。
- 魔術師ベルガラス（Belgarath）が、『予言』の重要人物の中で先祖を発見できなかった唯一の人物。
- 『マロリオン物語』では名前だけの登場となった唯一の人物。

である。夫はレルグ（Relg）、息子はゴリム（Gorim）。娘が2人いる。子供たちは年が経つに連れて増えており、正式な家族構成は不明である。

## 人間性
生まれたときからずっと牢獄で生きてきたせいか、外の世界をまったく知らない。父のことは不明、母は彼女が幼い頃に牢獄の外から出されたのを最後に、二度と帰ることはなかった。トラク（Torak）の生贄としてグロリムに殺された、と彼女は考えている。
奴隷である以上、生きるためには何でもしなければならず、そのために肉体を差し出すこともあった。そんな環境に身を置いていたからか、
「人間は快楽や幸福のために生きるもの」
という考え方が彼女に根づいている。この価値観が原因で、「人生とは贖罪」と考えるレルグと言い争うことがしばしば。だが、彼との出逢いが彼女の暗かった人生に光を投げかけることになる。

## 『ベルガリアード物語』での活躍
彼女の存在が明るみに出るきっかけとなったのは、ラク・クトルの洞窟にある牢獄から聴こえた歌だった。もう誰ひとり歌うもののいないはずのマラゴーの歌を聴いたベルガラスは牢獄のひとつで、ずっと発見できずにいた【絶えた種族の母】をようやく発見する。
ラク・クトルの地下にいたトラクの弟子のひとり・クトゥーチク（Ctuchik）が自滅した後、《アルダーの珠》とガリオン（Garion）以外に唯一《珠》に触れることのできる少年エランド（Errand）を奪還したガリオン一行は、火山の爆発がきっかけでラク・クトルの崩壊に巻き込まれそうになる。しかし、ようやく見つけた【絶えた種族の母】を置いてゆけないベルガラスに、『壁抜け』で瓦礫の向こうに閉じ込められた彼女を助けるよう命じられたレルグによって救われる。
これ以後、彼とは人生や罪や快楽について口論ばかりする。口論は日がたつに連れてひどくなり、ガリオンがベルガリオン王（Belgarion）となって戻ってきたリヴァでも続く。しかし、彼女はなぜかレルグから離れられないと感じるようになってしまう。
やがて、ガリオンがトラク征伐のためベルガラスやシルク（Silk）とともにマロリーに旅立ち、ガリオンの許婚のトルネドラ（Tolnedra）帝国皇女セ・ネドラ（Ce'Nedra）の呼びかけで、西方諸国の王や民たちがアンガラク人国家との戦争を始めると、彼女はレルグを影から支えるために立ち上がる。ガリオンの親友の【弓師】レルドリン（Lelldorin）の妻アリアナ（Ariana）から看護の基本的な技術を教わり、アリアナとともに傷病兵の看護に当たったのだ。
『トラクの死』という形で、戦争が西方諸国の勝利で終わり、ガリオンたちがマロリーから生還すると、彼女はウルゴランドの首都プロルグでレルグと結婚する。

## 『マロリオン物語』での活躍
物語そのものに彼女は登場しないが、会話の中で名前が登場する。
プロルグで結婚生活を送っていた彼女は、レルグの息子を出産する。その子はウルゴ人の神ウル（UL）に認められた次期ゴリムだった。彼女との付き合いのなかで少しずつ変わっていったレルグだったが、わが子の誕生を契機に、寛容で家族思いの夫になる。
ゴリム（レルグの子が生まれたのを契機に『老ゴリム』（Old Gorim）と呼ばれるようになる）は彼女のことを「大変良い女性だ」と褒めている。
やがて、以前ともに旅をし、マロリーで一度死亡した鍛冶屋ダーニク（Durnik）の復活の条件を満たすため、家族とともに本来の故郷であるマラゴーへ戻る。マラゴーの遺跡で、マラゴー人の神マラ（Mara）の篤い保護のもと、レルグとともにマラゴー人の民族復興に力を入れる。結果、夫婦の間には双子や三つ子が次々と産まれるようになる。